# EDIT
Pour l’article ayant un titre homophone, voir Édith.
Ne pas confondre avec édit, notion juridique.

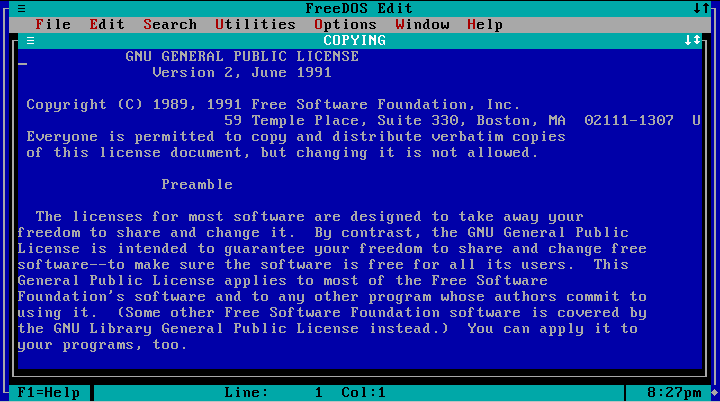
EDIT - éditeur de texte

EDIT, ou edit, est un éditeur de texte fourni avec les systèmes d'exploitation MS-DOS (à partir de la version 5.0) et Microsoft Windows. À l'origine, et jusqu'à la version 6.22 de MS-DOS, il consistait en une façade qui démarrait QBasic en mode édition. Depuis MS-DOS 7 (c'est-à-dire Windows 95), il est un programme indépendant. Bien que le nom de l'exécutable conserve l'extension COM, il s'agit en réalité d'un EXE.
EDIT est parfois utilisé en remplacement de Notepad sur Windows 9x, sur lesquels Notepad est limité à l'édition de petits fichiers uniquement. EDIT peut éditer des fichiers contenant jusqu'à 65279 lignes et d'une taille approximative de 5 Mo (les versions MS-DOS sont limitées à environ 300 ou 400 ko, selon la quantité de mémoire conventionnelle disponible).

## Fonctionnalités
- Édition simultanée de jusqu'à 9 fichiers (pour les versions Windows 9x uniquement, les versions MS-DOS sont limitées à un seul fichier à la fois). L'écran peut être partagé horizontalement en deux fenêtres, chacune d'entre elles affichant un fichier différent.
- Couleurs personnalisables.
- Ouverture des fichiers en mode binaire, auquel cas un nombre fixe de caractères est affiché par ligne, et des sauts-de-ligne sont considérés comme des caractères comme les autres.

Certaines de ces fonctionnalités n'ont été ajoutées qu'à partir de la version 2.0 (en 1995), avec la sortie de Windows 95.

## Limitations
- En dehors du mode binaire, les tabulations sont converties en espaces et les sauts de ligne UNIX sont convertis en sauts de ligne MS-DOS.
- En tant que programme DOS, EDIT ne supporte pas Unicode.
- Les versions MS-DOS (y compris la dernière version, la 6.22) disposent d'un support incomplet des fichiers binaires, de la gestion des fichiers multiples et sont limitées à l'utilisation des 640 premiers Ko de la RAM, comme tous les programmes en mode réel de MS-DOS.